# FIVB World Tour 1989/90
Die FIVB World Tour 1989/90 war die erste Beachvolleyballserie der Fédération Internationale de Volleyball und bestand aus drei Turnieren. Erste FIVB Tour Champions wurden Randy Stoklos und Sinjin Smith.

## Turniere

### Jesi
| Platz | Team                                      |
| ----- | ----------------------------------------- |
| 1     | Sinjin Smith / Randy Stoklos              |
| 2     | Giovanni Errichiello / Dionisio Lequaglie |
| 3     | Karch Kiraly / Steve Timmons              |
| 4     | Franco Bertoli / Fabio Vullo              |
| 5     | Andrea Anastasi / Roberto Masciarelli     |
| 6     | Bernard Rajzman / Marcus Vinicius         |
| 7     | Fabrizio Bastianelli / Emanuele Fracascia |
| 8     | Edinho de Mattos / Eduardo Tinoco         |

Die Italian Open fanden vom 25. bis zum 30. Juli 1989 statt. Zwanzig Beachpaare waren am Start. Der Hauptanteil kam aus dem Gastgeberland mit sieben Paaren, die Vereinigten Staaten und Brasilien stellten je drei Paare. Die restlichen Teilnehmer kamen aus Österreich, Ungarn, Frankreich, Russland, Kanada, Argentinien und Japan.

Sieger wurden die US-Amerikaner Sinjin Smith und Randy Stoklos. Die Silbermedaille gewannen die Italiener Giovanni Errichiello und Dio Lequaglie, den dritten Platz erreichte mit Karch Kiraly und Steve Timmons ein weiteres Paar aus den Vereinigten Staaten vor zwei weiteren italienischen Paaren. Franco Bertoli und Fabio Fullo belegten den vierten Platz, Andrea Anastasi und Roberto Masciarelli wurden Fünfte. Das Gesamtpreisgeld betrug 40.000 US-Dollar, davon erhielten Smith und Stoklos je 7500 Dollar.

### Enoshima
| Platz | Team                                      |
| ----- | ----------------------------------------- |
| 1     | Karch Kiraly / Steve Timmons              |
| 2     | Edinho de Mattos / Eduardo Tinoco         |
| 3     | Koichiro Kanno / Kazuyuki Takao           |
| 4     | Akihiro Iwashima / Eizaburo Mitsuhashi    |
| 5     | Fabrizio Bastianelli / Emanuele Fracascia |
| 6     | Igor Abdrachmanow / Alexander Owsjannikow |
| 7     | Shinichi Koizumi / Shiuchi Sawada         |
| 8     | Shunichi Kawai / Takeshi Matsumoto        |

Vom 4. bis zum 6. August dauerten die Japan Open. Nur acht Teilnehmerpaare erhielten ein Preisgeld von insgesamt 50.000 US-Dollar, die beiden Sieger Karch Kiraly und Steve Timmons erhielten wie die Gewinner in Italien zusammen 15.000 Dollar. Die Silbermedaille errangen diesmal Edinho/Tinoco, den Bronzerang konnte sich mit Koichiro Kanno und Kazuyuki Takao eins von vier japanischen Paaren sichern, gefolgt von ihren Landsleuten Akihiro Iwashima und Eizaburo Mitsuhashi. Beste Europäer wurden Bastianelli/Fracascia aus Italien auf dem fünften Platz vor einem russischen und zwei weiteren japanischen Teams. Die Sieger von Jesi waren nicht am Start.

### Rio de Janeiro
| Platz | Team                              |
| ----- | --------------------------------- |
| 1     | Sinjin Smith / Randy Stoklos      |
| 2     | Michael Dodd / Tim Hovland        |
| 3     | Roberto Lopes / Franco Neto       |
| 4     | André Lima / Guilherme Marques    |
| 5     | Eduardo Garrido / Roberto Moreira |
| 6     | Clovis Freitas / Atila Pereira    |
| 7     | Ninahua Bezerra / Dennys Paredes  |
| 8     | Osvaldo Abreu / Eugenio Ortiz     |

Das letzte Turnier der World Series 1989/90 dauerte vom 13. bis zum 18. Februar 1990. Zweiundzwanzig Teilnehmerpaare bewarben sich um den Sieg bei den Brazil Open. Die Sieger des japanischen Turniers waren nicht dabei. Stoklos/Smith gewannen ihr zweites Turnier der Serie und verwiesen ihre US-amerikanischen Landsleute Mike Dodd und Tim Hovland auf den zweiten Platz. Die Bronzemedaille sicherten sich mit Roberto Lopes und Franco Neto zwei Spieler aus dem Land des Gastgebers, gefolgt von vier weiteren von insgesamt acht gestarteten brasilianischen Teams. Zweimal Kuba, zweimal Australien, zweimal Chile, Italien, Estland, Russland, Japan, Argentinien und Mexiko hießen die weiteren Teilnehmerländer. Die Gesamthöhe des Preisgeldes betrug wie in Enoshima 50.000 US-Dollar, die Sieger erhielten jedoch nur noch je 6.000 Dollar, dafür erhielten alle teilnehmenden Paare einen Teil des Preisgeldes.

## Auszeichnungen
| FIVB Tour Champion | Randy Stoklos / Sinjin Smith |